# Eierberg (Sachsen)
Der Eierberg ist eine 353,6 m ü. NHN hohe Erhebung zwischen Pulsnitz und Lichtenberg im sächsischen Landkreis Bautzen.

## Natur und Umwelt
Der Eierberg gehört zum Naturraum Westlausitzer Hügel- und Bergland. Das Hauptgestein ist Zweiglimmergranodiorit, die Kuppe des Berges ist hauptsächlich mit Fichten und Kiefern bewachsen. Am Südwesthang des Berges entspringt die Kleine Röder.

## Geschichte

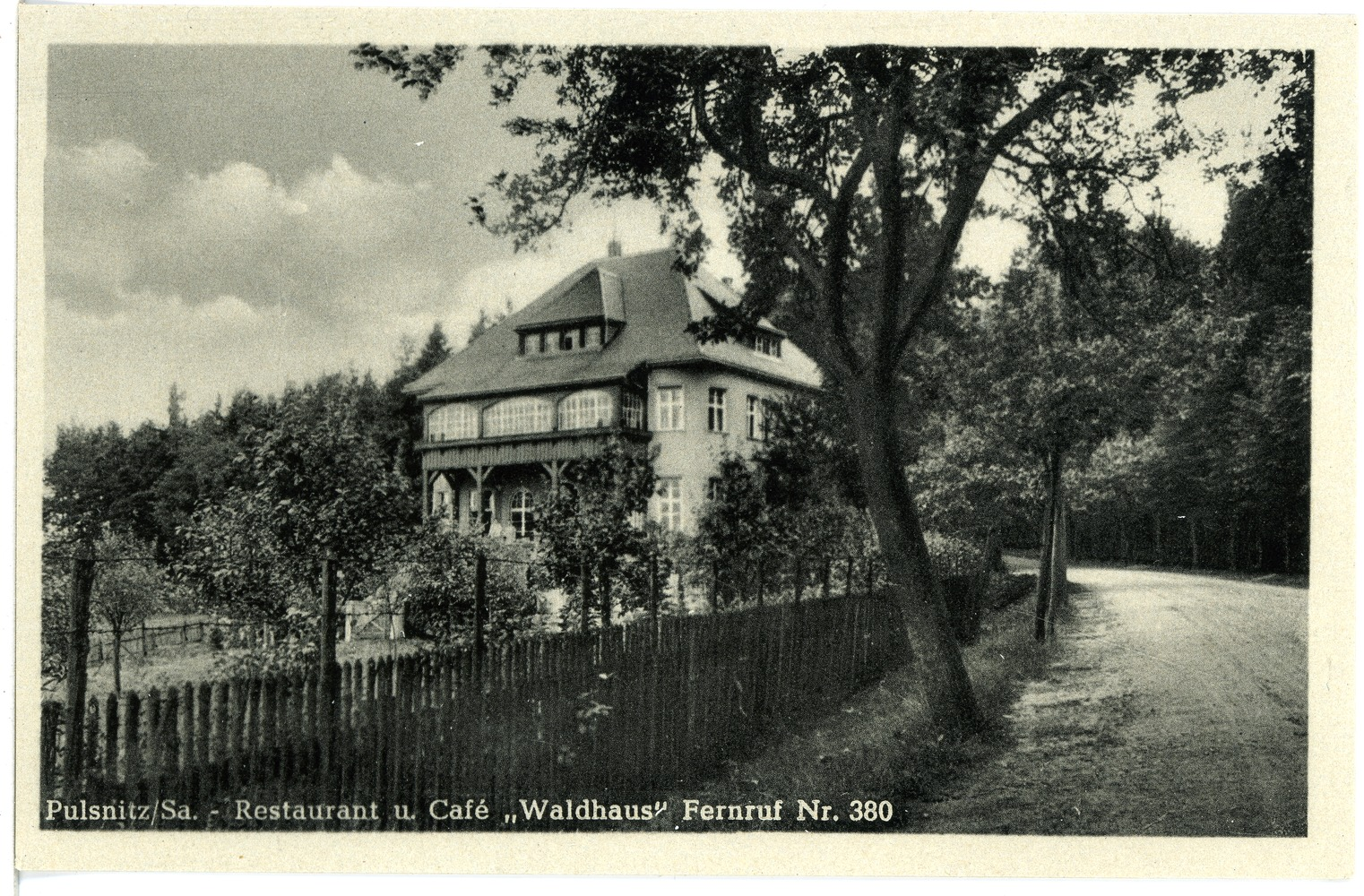
Waldhaus 1952

Historischen Landkarten zufolge hieß der Eierberg früher Reiherberg, da die Gegend Brutgebiet für diese Vögel war. Im Jahr 1662 bezeichnete der Pulsnitzer Pfarrer Christian Ehrenhaus den Eierberg als „Landprediger“ in seinem Werk Drei große Landprediger, der Keulenberg, der Eierberg und der Gückelsberg, die von der Reue, dem Glauben und dem neuen Gehorsam predigen.
Im Jahr 1909 begann auf der Pulsnitzer Seite des Eierbergs der Bau der Gaststätte Waldhaus, welche 1910 eröffnet wurde. Zu Zeiten der DDR diente das Waldhaus zudem als Internat für die Betriebsakademie des sozialistischen Konsumgüterhandels des Kreises Bischofswerda. Nach der Wende diente es wieder als Gastwirtschaft, eine Renovierung erfolgte 1996. Im Jahr 2016 wurde das Waldhaus versteigert und nach umfangreichen Sanierungsmaßnahmen 2017 als Hotel und Restaurant wiedereröffnet.

## Sage vom Heidut
Auf dem Gipfel des Eierbergs soll sich einst eine große Fichte befunden haben, um die sich die Sage vom Heidut rankt. Besagter Heidut, dessen wirklicher Name nicht überliefert ist, war der Legende nach ein sehr frommer und gottesfürchtiger Einwohner von Pulsnitz, der von vielen sehr verehrt wurde. Von einer höheren Macht bekam er deshalb die Gabe verliehen, seine Habseligkeiten an „Sonnenstäubchen“ aufzuhängen. Dies missfiel dem Teufel, und er versuchte mit allen Mittel, dem Heidut zu schaden. Während eines Gottesdienstes zeigte sich der Teufel in einer grotesken, jedoch nur für den Heidut sichtbaren Gestalt, woraufhin dieser in unpassend lautes Gelächter ausbrach. Daraufhin wurden ihm seine übernatürlichen Privilegien entzogen und er lebte von da an ein gotteslästerliches Leben, bis er bei einem wüsten Zechgelage starb. Fortan irrte sein Geist in den Nächten durch die Pulsnitzer Gegend, bis er von einem Mönch in die Fichte auf dem Eierberg gebannt wurde.